# Macromitrium trollii
Macromitrium trollii är en bladmossart som beskrevs av Dixon in Herzog 1935. Macromitrium trollii ingår i släktet Macromitrium och familjen Orthotrichaceae. Inga underarter finns listade i Catalogue of Life.